# Mentawaimakaak
De mentawaimakaak (Macaca pagensis)  is een zoogdier uit de familie van de apen van de Oude Wereld (Cercopithecidae). De wetenschappelijke naam van de soort werd voor het eerst geldig gepubliceerd door Miller in 1903.

## Voorkomen
De soort komt voor op de Mentawai-eilanden in Indonesië.